# شترمرغ عربی
شترمرغ عربی یا شترمرغ خاورمیانه‌ای یا شترمرغ سوری (truthio camelus syriacus) زیرگونهٔ منقرض شده‌ای از شترمرغ است که روزگاری در شبه‌جزیره عربستان و خاورمیانه می‌زیست. زیستگاه این حیوان در دوران پیش از تاریخ به‌هم پیوسته بود اما با افزایش خشکی شبه‌جزیره عربستان این حیوان از نواحی ناخوشایندتر صحرای عربستان مانند ربع الخالی رانده شد. در دوران تاریخی، این پرنده در دو زیرجمعیت متمایز زندگی می‌کرد؛ یک گروه کوچک‌تر در جنوب شرقی شبه‌جزیره و یکی بزرگ‌تر در ناحیه‌ای که مرزهای امروزین عربستان سعودی، اردن، سوریه و عراق با یکدگر دیدار می‌کنند. پیش از این در شبه‌جزیره سینا هم احتمالاً به همراه همتای شمال آفریقایی خود می‌زیسته‌اند و هر دو نابود شدند. این دو زیرگونه کاملاً شبیه به هم بودند، فقط شاید ماده‌های شترمرغ عربی اندکی رنگ روشن‌تری داشتند و شترمرغ عربی کوچکتر از آن ِ آفریقایی بود.
ورود سلاح‌های گرم و وسایل نقلیه موتوری مهمترین عامل انقراض این جانور بود. این شترمرغ در ابتدای سدهٔ بیستم کاملاً نادر بود و آخرین مشاهده آن به پیدا شدن یک لاشه شترمرغ در وادی الحسا در شمال پترا در اردن به سال ۱۹۶۶ بازمی‌گردد.